# Rafael Manera
Rafael Manera y Serra (Palma de Mallorca, 1829-1881) fue un político y médico, alcalde de Palma de Mallorca (1869-1872) y diputado en las Cortes de la Primera República (1873-1874).
Hijo de Miquel Ignasi Manera i Socias (Palma de Mallorca, 1795-1861), secretario del Ayuntamiento de Palma, Rafael Manera se licenció en Medicina por la Universidad de Barcelona. A nivel político, tuvo un papel importante en la creación de la sección balear del Partido Republicano Federal como miembro del embrionario Comité Republicano de las Islas Baleares y uno de los dirigentes de la Junta Revolucionaria creada en Palma a raíz del estallido de La Gloriosa en septiembre de 1868. Igualmente reseñable es que fue masón, formando parte de la Logia Reforma 140 de Palma.
Su mandato como alcalde de Palma comenzó en julio de 1869. Fue el primer mandatario de la ciudad elegido por sufragio universal masculino, tal y como establecía la Constitución española de 1869, y dirigió la capital balear durante la mayor parte del Sexenio Democrático (1868-1874). De su obra de gobierno cabe destacar la apertura de dos escuelas municipales nocturnas, el proyecto para crear una vía que conectara el paseo del Borne con la plaza de Cort —la actual calle de la Constitución— o la solicitud remitida al gobierno central para demoler el tramo de muralla comprendido entre la ciudad y el puerto, cosa que sería autorizada en 1873 y en cuyo espacio se construyó, ya a principios del siglo XX, el paseo Sagrera. Su formación como médico se reflejó en algunas medidas, especialmente en las aplicadas durante la epidemia de cólera de 1870. También es mencionable que suprimió la financiación pública de actos religiosos, redujo el salario de los funcionarios municipales y ordenó colocar una placa conmemorativa en la plaza del Rosario, lugar donde se encontraba la casa de Joanot Colom, dirigente de la revuelta de las Germanías. 
En febrero de 1872 dejó el cargo y fue sustituido por Antoni Villalonga, otro republicano federal. Tras la proclamación de la Primera República Española, en febrero de 1873, fue designado comandante de la Milicia Nacional. Ese mismo año, en el mes de mayo, fue elegido diputado en las elecciones a Cortes Constituyentes por Palma de Mallorca. Obtuvo 5.040 de los 5.067 votos emitidos en el distrito electoral, aunque cabe decir que en aquellos comicios se registró la participación más baja hasta la fecha, en torno a un 25%. Se mantuvo en el cargo hasta enero de 1874, cuando tras el pronunciamiento del General Pavía fueron disueltas las Cortes.
Tras la restauración de la monarquía abandonó la primera línea política y se centró en la actividad empresarial, siendo accionista de numerosas sociedades mercantiles. Sin embargo, tras la crisis bursátil de 1880 se arruinó y acabó suicidándose. Estaba casado con Maria Teresa Sorà i Marcó, con quien tuvo cinco hijos.
Rafael Manera ha tenido dos vías dedicadas en Palma de Mallorca. En 1931, tras la proclamación de la Segunda República Española, el Ayuntamiento de Palma le dedicó una calle en el barrio de los Hostalets —actual calle de Son Ventallol— decisión que fue revocada por un consistorio franquista en 1937. Desde 2009 da nombre a una calle del barrio de Foners, la antigua calle del Venerable Fray Llinás, cuya denominación fue modificada dado que dicho personaje ya tenía otra calle en la ciudad.